# Coordenades de Gullstrand–Painlevé
Les coordenades de Gullstrand-Painlevé són un conjunt particular de coordenades per a la mètrica de Schwarzschild, una solució a les equacions de camp d'Einstein que descriu un forat negre. Les coordenades d'entrada són tals que la coordenada temporal segueix el temps propi d'un observador en caiguda lliure que comença des de lluny a velocitat zero, i les seccions espacials són planes. No hi ha cap singularitat de coordenades al radi de Schwarzschild (horitzó d'esdeveniments). Les sortints són simplement el temps invers de les coordenades entrants (el temps és el temps propi al llarg de les partícules sortints que arriben a l'infinit amb velocitat zero).
La solució va ser proposada independentment per Paul Painlevé el 1921 i Allvar Gullstrand el 1922. No es va demostrar explícitament que aquestes solucions eren simplement transformacions de coordenades de la solució habitual de Schwarzschild fins al 1933 a l'article de Georges Lemaître, tot i que Albert Einstein va creure immediatament que això era cert.

## Derivació
La derivació de coordenades GP requereix definir els següents sistemes de coordenades i entendre com s'interpreten les dades mesurades per a esdeveniments en un sistema de coordenades en un altre sistema de coordenades.
Convenció: Les unitats de les variables estan totes geometritzades. El temps i la massa tenen unitats en metres. La velocitat de la llum en l'espai-temps pla té un valor d'1. La constant gravitacional té un valor d'1. La mètrica s'expressa amb el conveni del signe +−−−.

### Coordenades de Schwarzschild

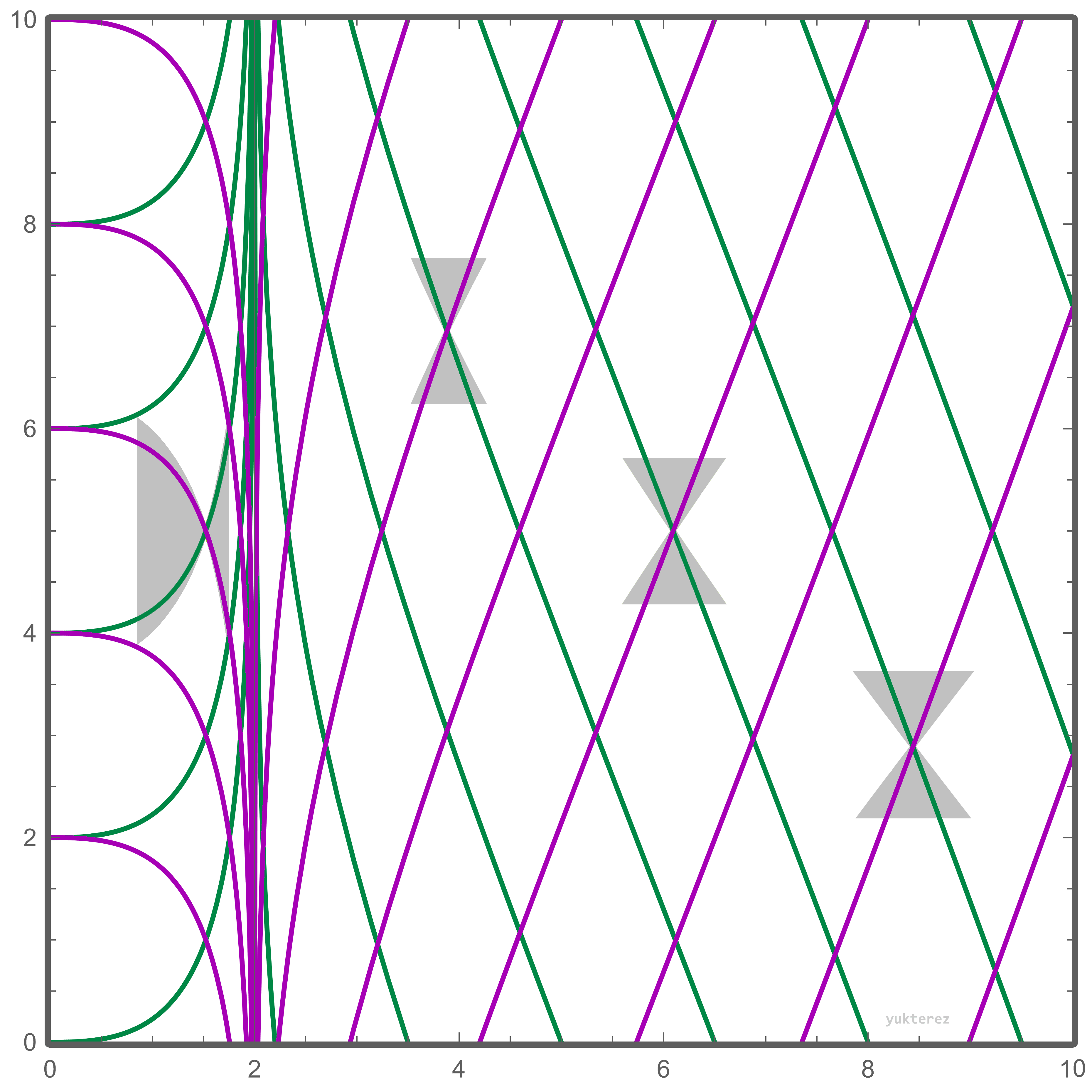
Línies de món en caiguda lliure en coordenades clàssiques de Schwarzschild-Droste

Un observador de Schwarzschild és un observador llunyà o un comptable. No fa mesures directament d'esdeveniments que ocorren en diferents llocs. En canvi, està lluny del forat negre i dels esdeveniments. Es recluten observadors locals dels esdeveniments per fer mesures i enviar-li els resultats. El comptable recopila i combina els informes de diversos llocs. Els números dels informes es tradueixen en dades en coordenades de Schwarzschild, que proporcionen un mitjà sistemàtic per avaluar i descriure els esdeveniments a nivell mundial. Així, el físic pot comparar i interpretar les dades de manera intel·ligent. Pot trobar informació significativa a partir d'aquestes dades. La forma de Schwarzschild de la mètrica de Schwarzschild utilitzant coordenades de Schwarzschild ve donada per
{\displaystyle g=\left(1-{\frac {2M}{r}}\right)\,dt^{2}-{\frac {dr^{2}}{\left(1-{\frac {2M}{r}}\right)}}-r^{2}\,d\theta ^{2}-r^{2}\sin ^{2}\theta \,d\phi ^{2}\,}
on
G=1=c
t, r, θ, φ són les coordenades de Schwarzschild,
M és la massa del forat negre.

### Coordenades GP

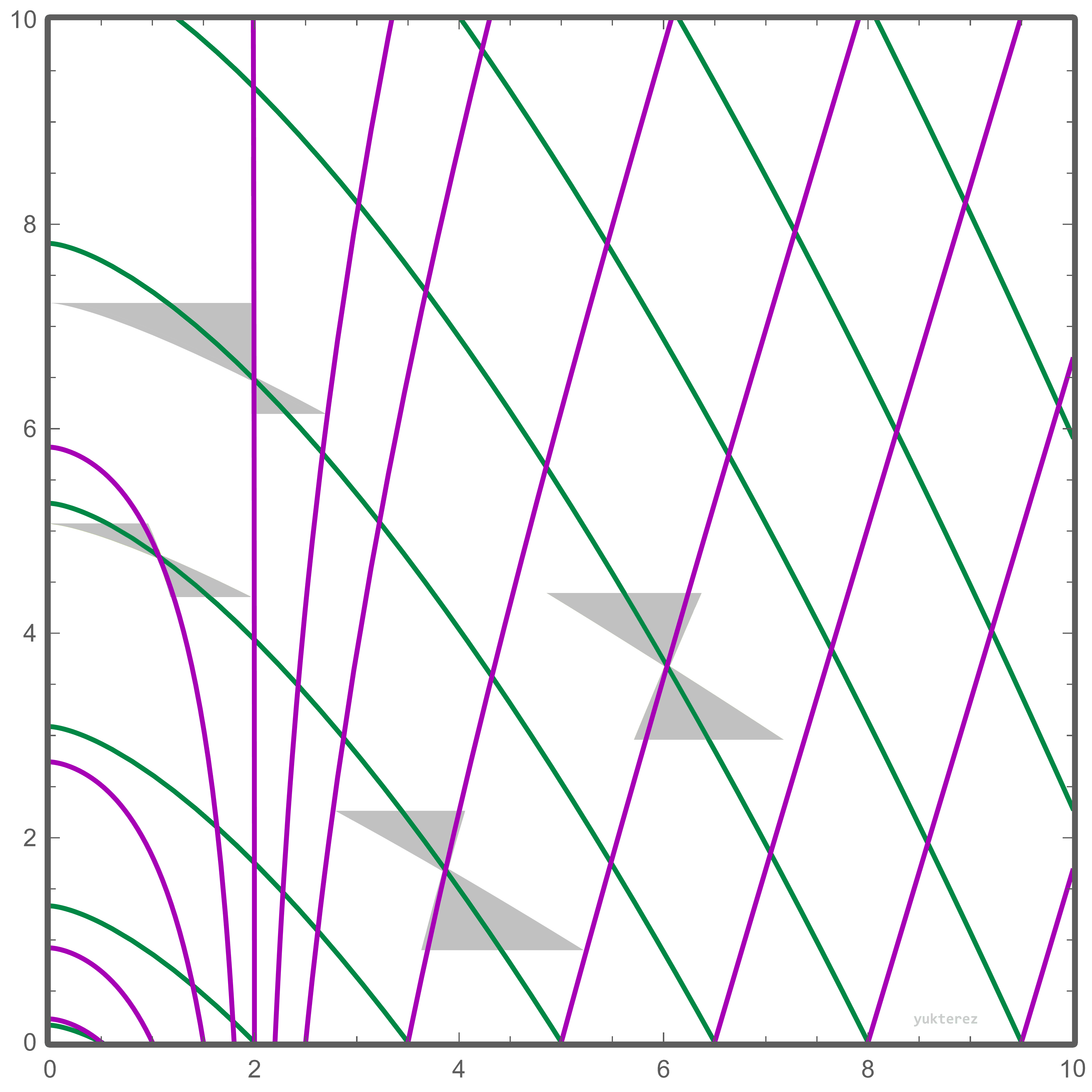
Línies del món en caiguda lliure en coordenades de gota de pluja de Gullstrand-Painlevé

Defineix una nova coordenada temporal mitjançant
{\displaystyle t_{r}=t+a(r)}
per a alguna funció arbitrària {\displaystyle a(r)}. Substituint en la mètrica de Schwarzschild s'obté
{\displaystyle g=\left(1-{\frac {2M}{r}}\right)\,dt_{r}^{2}+2\left(1-{\frac {2M}{r}}\right)\,a'dt_{r}dr-\left({\frac {1}{1-{\frac {2M}{r}}}}-\left(1-{\frac {2M}{r}}\right)\,{a'}^{2}\right)dr^{2}-r^{2}\,d\theta ^{2}-r^{2}\sin ^{2}\theta \,d\phi ^{2}\,}
on {\displaystyle a'(r)={\frac {da}{dr}}}. Si ara escollim {\displaystyle a(r)} de manera que el terme multiplicant {\displaystyle dr^{2}} és la unitat, obtenim
{\displaystyle a'=-{\frac {1}{1-{\frac {2M}{r}}}}{\sqrt {\frac {2M}{r}}}}
i la mètrica esdevé
{\displaystyle g=\left(1-{\frac {2M}{r}}\right)\,dt_{r}^{2}-2{\sqrt {\frac {2M}{r}}}dt_{r}dr-dr^{2}-r^{2}\,d\theta ^{2}-r^{2}\sin ^{2}\theta \,d\phi ^{2}\,}
La mètrica espacial (és a dir, la restricció de la mètrica {\displaystyle g|_{t=t_{r}}} a la superfície on {\displaystyle t_{r}} és constant) és simplement la mètrica plana expressada en coordenades polars esfèriques. Aquesta mètrica és regular al llarg de l'horitzó on r = 2M, ja que, tot i que el terme temporal tendeix a zero, el terme fora de la diagonal de la mètrica encara és diferent de zero i garanteix que la mètrica encara sigui invertible (el determinant de la mètrica és {\displaystyle -r^{4}\sin(\theta )^{2}} ).
La funció {\displaystyle a(r)} ve donat per
{\displaystyle a(r)=-\int {\frac {\sqrt {\frac {2M}{r}}}{1-{\frac {2M}{r}}}}dr=2M\left(-2y+\ln \left({\frac {y+1}{y-1}}\right)\right)}
on {\displaystyle y={\sqrt {\frac {r}{2M}}}}. La funció {\displaystyle a(r)} és clarament singular a r=2M, com ha de ser per eliminar aquesta singularitat a la mètrica de Schwarzschild.
Altres opcions per a {\displaystyle a(r)} condueixen a altres diagrames de coordenades per al buit de Schwarzschild; un tractament general es dóna a Francis & Kosowsky.

## Moviment de la gota de pluja
Defineix una gota de pluja com un objecte que cau radialment cap a un forat negre des del repòs a l'infinit.
En coordenades de Schwarzschild, la velocitat d'una gota de pluja ve donada per
{\displaystyle {\frac {dr}{dt}}=-\left(1-{\frac {2M}{r}}\right){\sqrt {\frac {2M}{r}}}.\,}
- La velocitat tendeix a 0 a mesura que r s'acosta a l'horitzó d'esdeveniments. Sembla que la gota de pluja ha disminuït a mesura que s'acosta a l'horitzó d'esdeveniments i s'ha aturat a l'horitzó d'esdeveniments, tal com ho va mesurar el comptable. De fet, un observador fora de l'horitzó d'esdeveniments veuria la gota de pluja caure cada cop més lentament. La seva imatge es desplaça infinitament cap al vermell i mai aconsegueix travessar l'horitzó d'esdeveniments. No obstant això, el comptable no mesura físicament la velocitat directament. Tradueix les dades transmeses per l'observador de la closca en valors de Schwarzschild i calcula la velocitat. El resultat és només un assentament comptable.

En coordenades GP, la velocitat ve donada per
{\displaystyle {\frac {dr}{dt_{r}}}=-\beta =-{\sqrt {\frac {2M}{r}}}.\,}
- La velocitat de la gota de pluja és inversament proporcional a l'arrel quadrada del radi i és igual a la velocitat d'escapament newtoniana negativa. En punts molt llunyans del forat negre, la velocitat és extremadament petita. A mesura que la gota de pluja cau cap al forat negre, la velocitat augmenta. A l'horitzó d'esdeveniments, la velocitat té el valor d'1. No hi ha discontinuïtat ni singularitat a l'horitzó d'esdeveniments.
- Dins de l'horitzó d'esdeveniments, {\displaystyle r<2M\,\!} la velocitat augmenta a mesura que la gota de pluja s'acosta a la singularitat. Finalment, la velocitat esdevé infinita a la singularitat. Com es mostra a continuació, la velocitat sempre és menor que la velocitat de la llum. És possible que l'equació no predigui correctament els resultats a la singularitat i molt a prop d'aquesta, ja que la solució real pot ser força diferent quan s'incorpora la mecànica quàntica.
- Malgrat el problema amb la singularitat, encara és possible calcular matemàticament el temps de viatge de la gota de pluja des de l'horitzó fins al centre del forat negre.

Integra l'equació del moviment:
{\displaystyle \int _{0}^{T_{r}}\,t_{r}=-\int _{2M}^{0}\left({\sqrt {\frac {2M}{r}}}\right)^{-1}\,dr.\,} El resultat és {\displaystyle T_{r}={\frac {4}{3}}M.\,}
Utilitzant aquest resultat per a la velocitat de la gota de pluja, podem trobar el temps propi al llarg de la trajectòria de la gota de pluja en termes del temps {\displaystyle t_{r}}. Nosaltres tenim
{\displaystyle d\tau ^{2}=g|_{\text{trajectory}}=dt_{r}^{2}\left[1-{\frac {2M}{r}}+2{\sqrt {\frac {2M}{r}}}{\sqrt {\frac {2M}{r}}}-{\sqrt {\frac {2M}{r}}}^{2}\right]=dt_{r}^{2}}
És a dir, al llarg de la trajectòria de les gotes de pluja, el transcurs del temps {\displaystyle t_{r}} és exactament el moment adequat al llarg de la trajectòria. Es podrien haver definit les coordenades GP mitjançant aquest requisit, en lloc d'exigir que les superfícies espacials fossin planes.
Un conjunt de coordenades estretament relacionat són les coordenades de Lemaître, en què la coordenada "radial" s'escull perquè sigui constant al llarg dels camins de les gotes de pluja. Com que r canvia a mesura que cauen les gotes de pluja, aquesta mètrica depèn del temps mentre que la mètrica GP és independent del temps.
La mètrica obtinguda si, en l'anterior, prenem la funció f(r) com el negatiu del que hem triat anteriorment també s'anomena sistema de coordenades GP. L'únic canvi en la mètrica és que el signe creuat canvia. Aquesta mètrica és regular per a les gotes de pluja sortints, és a dir, partícules que surten del forat negre viatjant cap a l'exterior amb només la velocitat d'escapament, de manera que la seva velocitat a l'infinit és zero. En les coordenades GP habituals, aquestes partícules no es poden descriure per a r < 2M. Tenen un valor zero per a {\displaystyle {\frac {dr}{dt_{r}}}} a r=2M. Això indica que el forat negre de Schwarzschild té dos horitzons, un horitzó passat i un horitzó futur. La forma original de les coordenades GP és regular a través de l'horitzó futur (on les partícules cauen quan cauen en un forat negre), mentre que la versió alternativa negativa és regular a través de l'horitzó passat (del qual les partícules surten del forat negre si ho fan).
Les coordenades de Kruskal-Szekeres són regulars en ambdós horitzons, a costa de fer que la mètrica depengui fortament de la coordenada temporal.

## Velocitats de la llum
Suposem moviment radial. Per a la llum, {\displaystyle d\tau =0.} Per tant,
{\displaystyle 0=\left(dr+\left(1+{\sqrt {\frac {2M}{r}}}\ \right)dt_{r}\right)\left(dr-\left(1-{\sqrt {\frac {2M}{r}}}\ \right)\,dt_{r}\right),}
{\displaystyle {\frac {dr}{dt_{r}}}=\pm 1-{\sqrt {\frac {2M}{r}}}.}
- En llocs molt allunyats del forat negre, {\displaystyle r\to \infty ,{\tfrac {dr}{dt_{r}}}=\pm 1.} La velocitat de la llum és 1, la mateixa que en la relativitat especial.
- A l'horitzó d'esdeveniments, {\displaystyle r=2M,} la velocitat de la llum que brilla cap a fora des del centre del forat negre és {\displaystyle {\tfrac {dr}{dt_{r}}}=0.} No pot escapar de l'horitzó d'esdeveniments. En canvi, es queda encallat a l'horitzó d'esdeveniments. Com que la llum es mou més ràpid que totes les altres, la matèria només es pot moure cap a l'interior a l'horitzó d'esdeveniments. Tot el que hi ha dins de l'horitzó d'esdeveniments està ocult al món exterior.
- Dins de l'horitzó d'esdeveniments, {\displaystyle r<2M,} L'observador de pluja mesura que la llum es mou cap al centre amb una velocitat superior a 2. Això és plausible. Fins i tot en la relativitat especial, la velocitat pròpia d'un objecte en moviment és
{\displaystyle {\frac {dr_{ff}}{d\tau }}={\frac {v}{\sqrt {1-v^{2}}}}\geq 1.}

Hi ha dos punts importants a tenir en compte:
1. Cap objecte hauria de tenir una velocitat superior a la velocitat de la llum mesurada en el mateix sistema de referència. Així, es preserva el principi de causalitat. De fet, la velocitat de la gota de pluja és menor que la de la llum: {\displaystyle {\frac {\left({\dfrac {dr}{dt_{r}}}\right)_{\text{raindrop}}}{\left({\dfrac {dr}{dt_{r}}}\right)_{\text{light}}}}={\frac {\sqrt {\dfrac {2M}{r}}}{1+{\sqrt {\dfrac {2M}{r}}}}}<1.}
2. El temps de viatge de la llum que brilla cap a l'interior des de l'horitzó d'esdeveniments fins al centre del forat negre es pot obtenir integrant l'equació de la velocitat de la llum,

{\displaystyle \int _{0}^{T_{r}}\,dt=-\int _{2M}^{0}\left({\sqrt {\frac {2M}{r}}}+1\right)^{-1}\,dr.}
El resultat és {\displaystyle T_{r}=4M\ln 2-2M\approx 0.77M.}
1. El temps de viatge de la llum per a un forat negre estel·lar amb una mida típica de 3 masses solars és d'uns 11 microsegons.
2. Ignorant els efectes de la rotació, per a Sagitari A*, el forat negre supermassiu que resideix al centre de la Via Làctia, amb una massa de 3,7 milions de masses solars, el temps de viatge de la llum és d'uns 14 segons.
3. El forat negre supermassiu al centre de Messier 87, una galàxia el·líptica gegant del cúmul de Verge, és un dels forats negres supermassius més grans coneguts. Amb una massa de 3.000 milions de masses solars, la llum triga unes 3 hores a viatjar fins a la singularitat central i 5 hores a una gota de pluja.

## La visió de l'univers d'un observador de la pluja
Com és l'univers vist per un observador de pluja que cau dins del forat negre? La vista es pot descriure mitjançant les equacions següents:
{\displaystyle \cos {\boldsymbol {\Phi }}_{r}={\frac {dr_{r}}{dt_{r}}}={\frac {{\sqrt {\dfrac {2M}{r}}}+\cos {\boldsymbol {\Phi }}_{s}}{1+{\sqrt {\dfrac {2M}{r}}}\ \cos {\boldsymbol {\Phi }}_{s}}},\,}
{\displaystyle \cos {\boldsymbol {\Phi }}_{s}={\frac {dr_{s}}{dt_{s}}}=\pm {\sqrt {1-\left(1-{\frac {2M}{r}}\right){\frac {{\mathit {I}}^{2}}{r^{2}}}}},\,\!}
{\displaystyle \phi ={\mathit {I}}\int _{r_{0}}^{\infty }{\frac {dr}{r^{2}\ \cos {\boldsymbol {\Phi }}_{s}}},\,\!}
on
{\displaystyle {\boldsymbol {\Phi }}_{r},\ {\boldsymbol {\Phi }}_{s}\,\!} són els angles de visió de l'observador de la pluja i de l'observador de la closca respecte a la direcció radialment cap a l'exterior.
{\displaystyle \ \phi \,\!} és l'angle entre l'estrella distant i la direcció radialment cap a l'exterior.
{\displaystyle {\mathit {I}}\,\!} és el paràmetre d'impacte. Cada raig de llum entrant pot ser retrotraçat fins a un raig corresponent a l'infinit. El paràmetre d'impacte per al raig de llum entrant és la distància entre el raig corresponent a l'infinit i un raig paral·lel a ell que incideix directament dins del forat negre.
A causa de la simetria esfèrica, la trajectòria de la llum sempre es troba en un pla que passa pel centre de l'esfera. És possible simplificar la mètrica assumint {\displaystyle \theta ={\frac {\pi }{2}}\,\!}.

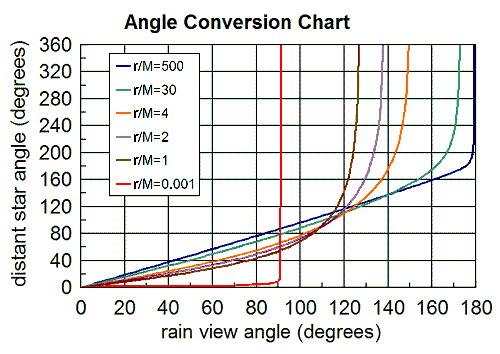

El paràmetre d'impacte {\displaystyle {\mathit {I}}\,\!} es pot calcular coneixent la coordenada r de l'observador de pluja {\displaystyle r_{0}\,\!} i angle de visió {\displaystyle \ {\boldsymbol {\Phi }}_{r0}\,\!}. Aleshores, l'angle real {\displaystyle \ \phi \,\!} de l'estrella distant, es determina integrant numèricament {\displaystyle dr\,\!} de {\displaystyle r_{0}\,\!} fins a l'infinit. A la dreta es mostra un gràfic dels resultats de la mostra.
- A r / M = 500, el forat negre encara és molt lluny. Subtén un angle diametral de ~ 1 grau al cel. Les estrelles no es distorsionen gaire per la presència del forat negre, excepte les estrelles que hi ha just darrere. A causa de la lent gravitatòria, aquestes estrelles obstruïdes ara es desvien 5 graus cap a la part posterior. Entre aquestes estrelles i el forat negre hi ha una banda circular d'imatges secundàries de les estrelles. Les imatges duplicades són fonamentals per a la identificació del forat negre.
- A r/M = 30, el forat negre s'ha tornat molt més gran, abastant un angle diametral de ~15 graus al cel. La banda d'imatges secundàries també ha crescut fins a 10 graus. Ara és possible trobar imatges terciàries tènues a la banda, que són produïdes pels raigs de llum que ja han donat la volta al forat negre una vegada. Les imatges primàries es distribueixen més densament a la resta del cel. El patró de distribució és similar al que s'ha mostrat anteriorment.
- A r/M = 2, l'horitzó d'esdeveniments, el forat negre ara ocupa una porció substancial del cel. L'observador de pluja veuria una zona de fins a 42 graus des de la direcció radialment cap a l'interior que és completament fosca. La banda d'imatges secundàries i terciàries, en comptes d'augmentar, ha disminuït de mida fins a 5 graus. L'efecte d'aberració és ara força dominant. La velocitat de caiguda ha assolit la velocitat de la llum. El patró de distribució de les imatges primàries està canviant dràsticament. Les imatges primàries es desplacen cap al límit de la banda. La vora prop de la banda ara està plena d'estrelles. A causa de l'efecte Doppler, la imatge principal de les estrelles que originalment estaven situades darrere de l'observador de pluja tenen les seves imatges apreciablement desplaçades cap al vermell, mentre que les que estaven davant estan desplaçades cap al blau i semblen molt brillants.
- A r/M = 0,001, la corba de l'angle de l'estrella distant respecte a l'angle de visió sembla formar un angle recte a l'angle de visió de 90 graus. Gairebé totes les imatges d'estrelles es congreguen en un anell estret a 90 graus des de la direcció radial cap a dins. Entre l'anell i la direcció radialment cap a l'interior hi ha l'enorme forat negre. Al costat oposat, només unes poques estrelles brillen dèbilment.
- A mesura que l'observador de pluja s'acosta a la singularitat, {\displaystyle r\rightarrow 0\,\!}, i {\displaystyle \cos {\boldsymbol {\Phi }}_{r}\rightarrow {\sqrt {\frac {r}{2M}}}\,\!}. La majoria de les estrelles i les seves imatges causades per múltiples òrbites de la llum al voltant del forat negre estan comprimides en una banda estreta a l'angle de visió de 90°. L'observador veu un magnífic anell brillant d'estrelles que divideixen el cel fosc en dues parts.